# (6357) Glushko
(6357) Glushko ist ein Asteroid des Hauptgürtels, der am 24. September 1976 vom russischen Astronomen Nikolai Stepanowitsch Tschernych am Krim-Observatorium (IAU-Code 095) in Nautschnyj 32 Kilometer südlich von Simferopol entdeckt wurde.
Der Asteroid gehört zur Eos-Familie, einer Gruppe von Asteroiden, welche typischerweise große Halbachsen von 2,95 bis 3,1 AE aufweisen, nach innen begrenzt von der Kirkwoodlücke der 7:3-Resonanz mit Jupiter, sowie Bahnneigungen zwischen 8° und 12°. Die Gruppe ist nach dem Asteroiden (221) Eos benannt. Es wird vermutet, dass die Familie vor mehr als einer Milliarde Jahren durch eine Kollision entstanden ist.
(6357) Glushko wurde nach dem sowjetischen Ingenieur Walentin Petrowitsch Gluschko (1908–1989) benannt, der als Chefkonstrukteur von Raketenmotoren bekannt ist und 1974 das 1946 von Sergei Pawlowitsch Koroljow gegründete OKB-1 übernahm.